# 杜明西克
51°31′44″N 28°54′21″E / 51.52889°N 28.90583°E
杜明西克（烏克蘭語：Думинське），是烏克蘭北部的村莊，隸屬日托米爾州的科羅斯滕區。該村面積0.72平方公里，海拔高度140米，2001年人口43，人口密度每平方公里59.89人。